# Karlino
Karlino (en allemand : Körlin an der Persante) est une ville de la voïvodie de Poméranie-Occidentale, dans le nord-ouest de la Pologne. Elle est le siège de la gmina de Karlino, dans le powiat de Białogard. 

## Histoire
À partir de 1872, Cörlin-sur-la-Persante fait partie de l'arrondissement de Colberg-Cörlin dans le district de Köslin dans la province de Poméranie.